# Augustin Barié
Augustin Barié (* 15. November 1883 in Paris; † 22. August 1915 in Antony) war ein französischer Organist und Komponist.

## Leben
Barié wurde 1883 blind geboren. Er studierte mit Adolphe Marty am Institut National des Jeunes Aveugles, anschließend bei Alexandre Guilmant und Louis Vierne am Conservatoire de Paris, wo er 1906 den ersten Preis erhielt. Er wurde Titularorganist an der Kirche St. Germain-des-Prés und Professor am Institut National des Jeunes Aveugles. Mit nur 31 Jahren verstarb er, kurz nach seiner Hochzeit, an einer Hirnblutung.

## Diskographie
- Augustin Barié – L’Œuvre pour orgue. 1984, Solstice SOCD 17, CD (Marié-Thérèse Jehan spielt an der Hauptorgel der Kathedrale von Nantes: Symphonie op. 5, Élégie, 3 Pièces op. 7).

## Werke
- Élégie en la mineur pour orgue ou harmonium
- Symphonie pour orgue en si bémol mineur opus 5
- Trois Pièces pour orgue (Marche, Lamento, Toccata) opus 7
- Poème élégiaque pour violoncelle et piano